# Bartolomé Lenoir
Pour les articles homonymes, voir Lenoir.
Bartolomé Lenoir est un homme politique français, né le 4 septembre 1991 à Angers (Maine-et-Loire).

## Biographie

### Origines et formation
Bartolomé Lenoir naît le 4 septembre 1991 à Angers. Il passe son baccalauréat à Nantes, puis un master de mathématiques à l'Université Paris-Dauphine-PSL et intègre l'Emlyon Business School,.

### Activités professionnelles
En 2017, il co-fonde avec Jean-Baptiste Chancerelle l'entreprise de mobilier La Chaise Française,.

### Débuts en politique
Il dirige l'association Contribuables associés, qui revendique la baisse des impôts et de la dépense publique. C'est dans ce cadre qu'il rencontre Éric Ciotti, avec qui le « courant passe ». Ce dernier lui demande, à partir de 2022, de le rejoindre au siège du parti Les Républicains (LR) pour être l'un de ses conseillers. En 2023, avec une petite équipe, il lance le média numérique du parti, Une certaine idée,. En février 2024, il prend la présidence des Républicains en Creuse.

### Député
Lors des élections législatives de 2024, il est candidat LR, soutenu par Éric Ciotti et le Rassemblement national, dans la circonscription de la Creuse. Arrivé en tête à l'issue du premier tour, il bénéficie de la triangulaire — la candidate divers droite Valérie Simonet (3e lors du premier tour) ayant décidé de se maintenir dans cette circonscription, malgré de nombreux appels à se désister. Il est élu député le 7 juillet 2024. Le quotidien régional La Montagne signale qu'il s'agit pour le département de la Creuse du premier député classé à l’extrême droite. Selon France 3 Régions, ses prises de positions sont proches de celles de l’extrême droite : « préférence nationale, droit du sang et culture d’une France d’antan ». Lui se réclame de « la droite RPR des années 1990 ». Il quitte LR en septembre 2024 pour rejoindre le nouveau parti d'Eric Ciotti, l'UDR (Union des Droites pour la République)'.